# 维滕堡
维滕堡（德語：Wittenburg，發音：[ˈvɪtn̩ˌbʊʁk] ⓘ）是德国梅克伦堡-前波美拉尼亚州路德维希斯卢斯特-帕尔希姆县的城市，面积80.08平方千米，2023年12月31日人口为6,418人。